# 國家廣播公司標誌
國家廣播公司（英語：National Broadcasting Company, NBC）在其發展歷史中使用了數種不同的公司標誌。第一個標誌於1942年發佈，當時電視網正開始發展。1956年，首次啟用著名的孔雀標誌，正式宣告其彩色電視節目的時代來臨。在這之後的4年當中，孔雀標誌曾出現數種型態，但直到1979年為止還不是的主要標誌，而且直到1986年為止，也不是該電視網的唯一識別標誌。歷來的標誌皆為自行設計；第一個標誌則與RCA共同設計，且成為與廣播網無關的獨特標誌。
近年來，的標誌會隨著每年的節日（如萬聖節、情人節與元旦）而有不同的主題，並且在奧林匹克運動會籌備與舉辦期間更換符合奧林匹克運動會規範的標誌；甚至為了警醒九一一恐怖襲擊事件的影響，特別更換成美國國旗主題的標誌。隨著彩色電視與高畫質電視的進步，的標誌也隨之改動。由於收購了其他電視頻道，因此其標誌成為品牌應用到這些頻道當中，如CNBC、NBCSN、MSNBC、美國高爾夫頻道與康卡斯特體育網。NBC的標誌也曾納入其母公司NBC環球集團的企業標誌，直到2011年被康卡斯特併購為止。2012年12月10日起，孔雀元素融入了康卡斯特企業標誌。

## 廣播網時代標誌（1926年─1942年）

### 1926年─1931年
1926年，以廣播網的型態成立，其標誌為一個麥克風，周圍有閃電環繞，疊在一幅美國地圖輪廓的的上方。字樣則以弧形排列於標誌圖像上方。

### 1926年─1942年
1928年，發佈了第二個標誌，外觀為正方形，字樣以斜角方式排列，的周圍環繞著閃電。1942年，新成立了電視網，並沿用該標誌，成為電視網成立後的最初標誌。

## 來源
- James Hibberd. . Entertainment Weekly. Time Inc. January 27, 2011  [April 10, 2012]. （原始内容存档于2014-11-14）.
- Chris Allen. . KSHB-TV. E. W. Scripps Company. January 31, 2011  [April 10, 2012]. （原始内容存档于2013年1月27日）.
- Michael Schneider. . Variety. August 30, 2009  [April 11, 2012]. （原始内容存档于2012-11-09）.

## 外部連結
- The Story behind the design of the NBC Peacock
- Animated versions of the NBC Peacock and other network logos